# Długopis Lecha Wałęsy

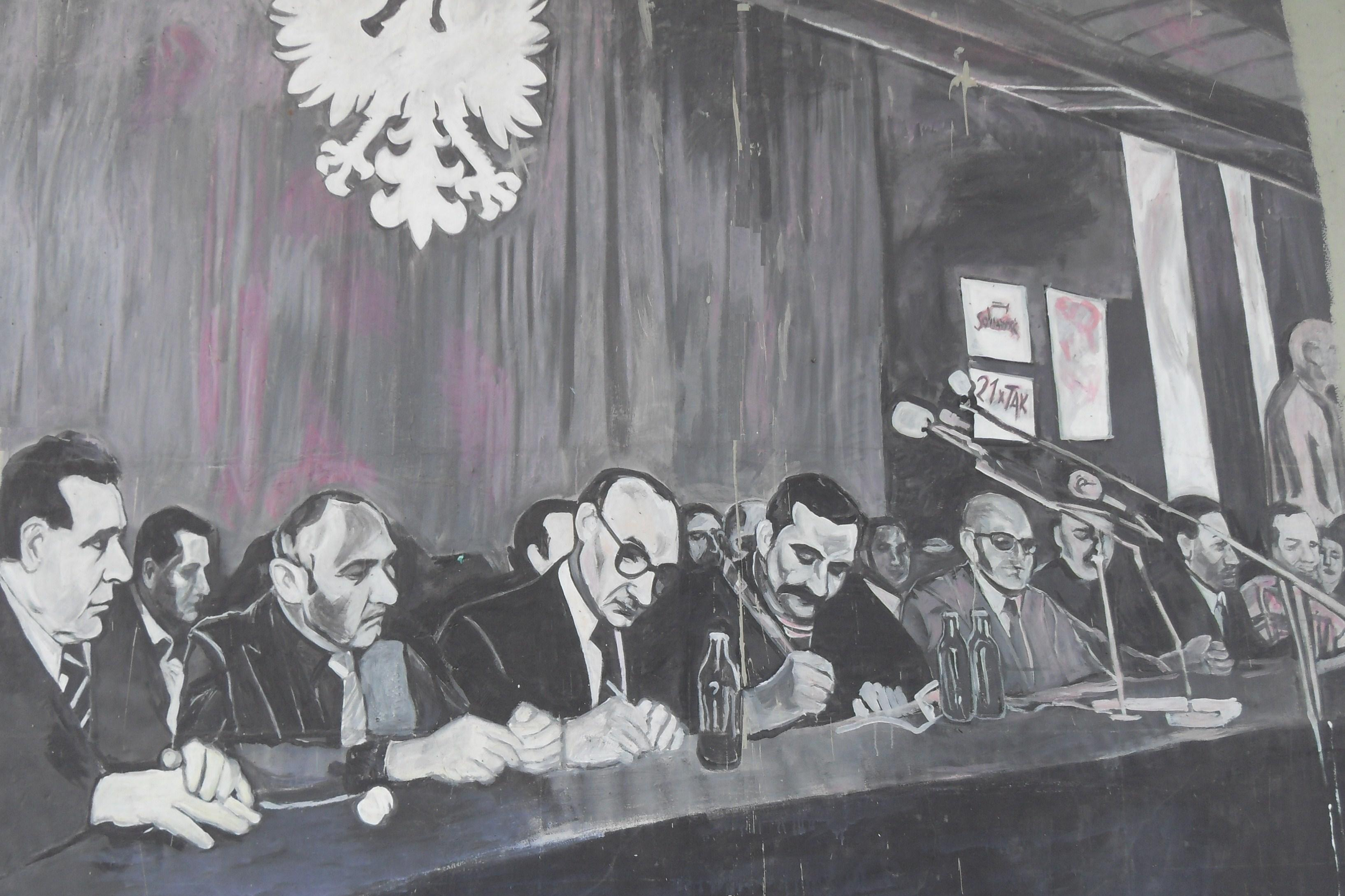
Graffiti przedstawiające podpisanie porozumień sierpniowych - widoczny Lech Wałęsa z długopisem

Długopis Lecha Wałęsy (w literaturze etnologicznej także: Długopis Wałęsy) – charakterystyczny duży, plastikowy, czerwony długopis o długości 40 (48) cm, którego górną część stanowi plastikowa przezroczysta kapsuła z umieszczoną wewnątrz i zwiniętą w rulon widokówką z wizerunkiem papieża Jana Pawła II. Powyżej kapsuły znajduje się część końcowa z niewielkim, srebrnym łańcuszkiem do zawieszania. Długopis eksponowany jest w ramach stałej wystawy w Muzeum 600-lecia na Jasnej Górze w Częstochowie, w sali budynku dawnej drukarni klasztornej.

## Historia
Duże długopisy z wizerunkami papieskimi zaczął produkować seryjnie Ludwik Górka z Myślenic wkrótce po wyborze Karola Wojtyły na tron papieski (w 1960 założył on przedsiębiorstwo, które produkowało różne artykuły piśmiennicze, także z wizerunkami religijnymi i wczasowymi). Produkt rozprowadzano głównie w popularnych miejscach pielgrzymkowych (Jasna Góra, Niepokalanów, Góra Świętej Anny). Jeden z takich wyrobów w sierpniu 1980 został wręczony Lechowi Wałęsie na terenie Stoczni Gdańskiej, podczas strajków. Ofiarodawcą mógł być któryś z obserwatorów zdarzeń lub uczestnik wystąpień, możliwe, że uczestnik gdańskiej pielgrzymki do Częstochowy. Ofiarodawca nigdy nie zadeklarował swej roli. 31 sierpnia 1980 o godzinie 16.45 Wałęsa podpisał tym długopisem porozumienia sierpniowe, co zostało sfotografowane i sfilmowane, a nagrania te obiegły stacje telewizyjne na całym świecie. W 1983 właściciel przekazał długopis wraz z medalem i dyplomem Pokojowej Nagrody Nobla do sanktuarium jasnogórskiego. Paulini z Jasnej Góry w następnych dziesięcioleciach wielokrotnie przekazywali długopis na różnego rodzaju wystawy historyczne i patriotyczne, np. Drogi do Wolności w Gdańsku, czy To nasza historia w Muzeum Europy w Brukseli.

## Rola i znaczenie
Długopis Wałęsy jest wyrobem masowym, obecnym (w innych egzemplarzach) od przełomu lat 70. i 80. XX wieku w wielu polskich domach. Oprócz egzemplarzy produkowanych w oryginalnej, pierwszej serii, produkcja długopisów była okazjonalnie wznawiana, np. przy okazji kolejnych pielgrzymek Jana Pawła II do Polski.
W refleksji etnologicznej produkt zaistniał po raz pierwszy za sprawą pracy Sztuka á vista. Folklor strajkowy autorstwa Czesława Robotyckiego. Pracę opublikowano w 1990 na łamach Polskiej Sztuki Ludowej, jednak została napisana w 1981. Według Robotyckiego atmosfera strajkowa w stoczni tworzyła mozaikę patosu i ludowego odpustu, a podpisanie porozumień szmirowatym długopisem nastąpiło w dobrej wierze, ale jednocześnie było nieświadomym złamaniem konwencji, przykładem karnawałowej (ambiwalentnej) estetyki strajku. 
Piotr Trzaskalski stwierdził, że długopis był początkowo dla niego symbolem dość zabawnym, a nie czymś niezwykłym i patetycznym. Pomyślał, że Wałęsa to człowiek obdarzony specyficznym poczuciem humoru, jeśli do tak ważnych podpisów używa tandetnego przedmiotu, a nie eleganckiego pióra. Bogdan Borusewicz ocenił długopis jako wybryk cyrkowy. Zbigniew Bujak uważał długopis za pretensjonalną fanaberię, jednak bronił go przed znajomymi, mówiącymi, że to niemądry wybryk. Wizerunek papieża był wówczas elementem jednoczącym i integrującym obóz opozycyjny. 
Etnolog Damian Kasprzyk wskazuje, że długopis Wałęsy był znakiem odróżniającym stronę strajkującą od rządowej (Mieczysław Jagielski podpisywał porozumienia standardowym piórem lub długopisem, które nie przeszło do historii). Wałęsa użył obiektu różnicującego, złożył manifest proletariackiej swojskości względem partyjnej, nomenklaturowej obcości. Dodatkowo użył artefaktu wytworzonego przez konserwatywny sektor prywatny. Długopis był elementem pasującym do wizerunku Matki Boskiej, który Wałęsa nosił w klapie marynarki. Manifestował religijność zarówno podpisującego, jak i wszystkich strajkujących, całego ruchu społecznego. Zwrócił na to uwagę Mieczysław Rakowski w swoim tekście z 1 września 1980 (Wałęsa, z portretem papieża i plakietką Matki Boskiej w klapie, podpisał porozumienie wielgachnym długopisem). Długopis był w tym kontekście materialnym komponentem zrytualizowanego gestu semiotycznego: symbolu zwycięstwa. Kiedy Wałęsa uniósł triumfalnie ręce do góry po podpisaniu porozumień, długopis został naznaczony i przyjął rolę trofeum.
Do dziś nie ustalono, czy Wałęsa użył długopisu intencjonalnie. Sam podpisujący udzielił w tym zakresie dwóch, dość niespójnych, wypowiedzi:
- Gdy mieliśmy iść podpisywać dokumenty, pomyślałem sobie: skoro mam taki długopis, to czemu nie miałbym nim podpisać porozumień? Co prawda długopis był duży i niewygodny, ale za to miał obrazek z Ojcem Świętym... Nie było z mojej strony żadnej kalkulacji. Podpisywałem tym długopisem przez zwykły przypadek. Dlatego nie rozumiałem tych, którzy od razu podnieśli wrzawę, że Wałęsa robi z długopisem jakieś wygłupy.
- To był przypadek w natłoku zdarzeń, ktoś mi długopis podarował, nawet nie wiem kto[5]. Kiedy przyszło do podpisywania, miałem go i po prostu użyłem (...) Długopis był z wizerunkiem Ojca Świętego, który nas zjednoczył, dodawał nam sił i wiary, by zmieniać oblicze tej ziemi i dzięki temu najbardziej pasował do sytuacji[1].

## Sprzedaż
Jan Górka, syn producenta długopisu, w swoich wspomnieniach zaznaczył, że rodzina odniosła olbrzymi sukces marketingowy i finansowy w czasach, gdy sektor prywatny nie miał żadnych możliwości reklamowania swoich wyrobów. Produkowano na ręcznych maszynach kilkaset sztuk dziennie, a cena egzemplarza sięgnęła równowartości czarnorynkowego dolara (120 ówczesnych złotych). Sukces rodzinny był przedmiotem etiudy filmowej Piotra Trzaskalskiego zatytułowanej Długopis (9 minut) nakręconej na 25-lecie NSZZ Solidarność.
Obecnie kopie egzemplarza Wałęsy (o długości 38 cm) nabyć można m.in. w Europejskim Centrum Solidarności w Gdańsku.